# Bragança
Bragança (portugisiska: [bɾɐˈɣɐ̃sɐ]

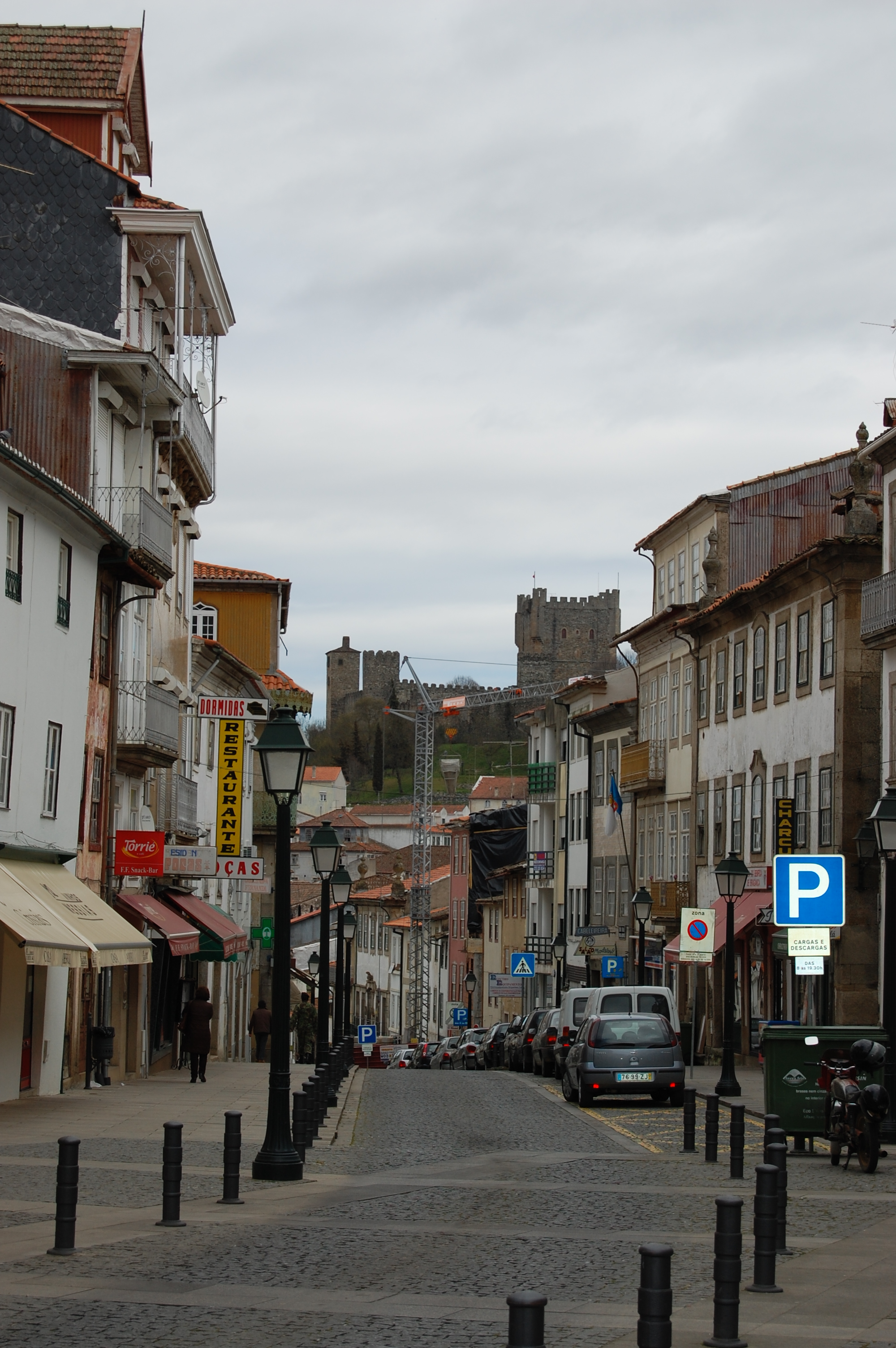
Bragança

 ( lyssna); mirandesiska: Bergáncia) är en stad i nordöstra Portugal. 

Den har 34 000 invånare, och är centralort i Braganças kommun samt residensstad i Braganças distrikt.

## Sevärdheter
Staden Bragança är känd  för sin fästning från 1100-talet (Castelo de Bragança) och för sin kommunala byggnad från 1200-talet (Domus Municipalis). 